# Mere (enseigne)
Cet article possède des homonymes et des paronymes, voir Mere (homonymie).
Mere  est la marque européenne de hard-discount appartenant au groupe russe Svetofor. Ce dernier, fondé par Valentina Shnayder en 2009, représente plusieurs milliers de supermarchés sous différentes enseignes. Marque déposée en 2017, Mere s'étend depuis dans toute l'Europe, avec des ouvertures dans de multiples pays basés sur un service minimum et des prix le plus bas possible.

## Historique

Logo de Mere.

Svetofor a son siège à Krasnoïarsk où a ouvert son premier magasin en 2009. L'entreprise est présente en Espagne, Allemagne, Russie, Royaume-Uni, Biélorussie, Italie ou encore la Chine. Depuis, Svetofor est devenu le 7e distributeur de Russie.
La marque « Mere », destinée à être utilisée sur le marché européen, est enregistrée en novembre 2017. 
Le premier magasin ouvre l'année suivante en Roumanie. Par la suite, l'enseigne s'étend en Europe de l'Est, en Moldavie, en Ukraine, en Lituanie, en Bulgarie, ou en Pologne avec un premier point de vente dans ce pays à Częstochowa, en juillet 2020. En Europe de l'Ouest, le premier pays est l'Allemagne, en 2019. Les années suivantes sont prévues des ouvertures en Belgique avec un projet d'une dizaine de points de vente, au Royaume-Uni avec un premier point de vente à Preston fin août 2021, en Grèce, Espagne avec plusieurs magasins, ou Italie. En France, l'ouverture est prévue dans l'Est pour octobre 2021 avec trois magasins,. Au delà des effets d'annonce, fin septembre 2021, les ouvertures ne sont ni engagées ni confirmées. L'enseigne doit se heurter également en France à une législation durcie ces dernières années en ce qui concerne les relations avec les fabricants ou fournisseurs. Après l'ouverture du premier magasin en Belgique à Opwijk, en juin 2022, ce dernier ferme définitivement ses portes en octobre de la même année.
Le modèle économique de l'enseigne veut que ses prix soient inférieurs de 20 à 30 % du marché local, ce qui reste facilement constaté par la presse ayant testé. Pour cela, l'entreprise fait livrer directement ses points de vente par les fournisseurs, a un nombre d'employés faible, et présente, sans meuble, un assortiment court (de l'ordre 800 références contre 1 500 chez Lidl et Aldi par exemple) avec les produits directement en carton et sur palettes,, ; ce que L'Express décrit comme un « minimalisme pur et dur » face à la montée en gamme des autres enseignes de hard-discount déjà présentes en Europe.
Pour Mere, la faiblesse de l'assortiment commercialisé ainsi que la présentation sont soulignés,. Enfin, la composition ou provenance des produits laisse parfois perplexe. L'enseigne loue des superficies existantes d'approximativement 1 000 m2 plutôt que faire construire.